# Paroxysm of Disgust
Paroxysm of Disgust je četrti studijski album brežiške death metal skupine Dickless Tracy, izdan 4. novembra 2014 pri založbi On Parole Productions.

## Seznam pesmi
Vse pesmi je napisala skupina Dickless Tracy.
| Št.             | Naslov                           | Dolžina |
| --------------- | -------------------------------- | ------- |
| 1.              | „Revenants‟                      | 2:15    |
| 2.              | „Anathema (Possessed by Christ)‟ | 5:29    |
| 3.              | „Through the Maze of Lust‟       | 4:16    |
| 4.              | „Reincremation‟                  | 2:33    |
| 5.              | „Ever Haunting Presence‟         | 5:12    |
| 6.              | „Beautiful Yet Deformed‟         | 5:17    |
| 7.              | „Realm of Fools‟                 | 6:31    |
| 8.              | „Virus‟                          | 5:12    |
| 9.              | „Boneyard‟                       | 2:26    |
| 10.             | „The New Domination‟             | 2:14    |
| 11.             | „Tomb of Doom‟                   | 3:57    |
| Skupna dolžina: | Skupna dolžina:                  | 45:20   |

## Zasedba

### Dickless Tracy
- Tomi Cepanec — vokal, kitara
- Ivan Cepanec — bobni
- Andrej Šepec — kitara
- Domen Majcen — bas kitara